# 公弁法親王
公弁法親王（こうべんほっしんのう、寛文9年8月21日（1669年9月16日） - 正徳6年4月17日（1716年6月6日））は、江戸時代の天台宗僧侶。後西天皇の第6皇子、幼名は貴宮、諱は秀憲。出家後、親王宣下を受け法親王となる。
毘沙門堂門跡のほか日光山（東照宮、輪王寺門跡）、東叡山寛永寺貫首、東叡山輪王寺門跡、比叡山延暦寺天台座主を兼任した。一品、准三宮。号は脩礼、玄堂。隠居後は大明院と称した。
狩野常信に書を学び能筆家としても知られる。

## 略歴
- 寛文9年（1669年）、後西天皇の第6皇子として生まれる。母は梅小路定子（天台僧智秀の娘。大納言六条定矩の養女）。
- 延宝2年（1674年）、護法山出雲寺（毘沙門堂門跡）門主公海の室に入り受戒。
- 延宝6年（1678年）、親王宣下を受け7日後に出家得度。
- 天和2年（1682年）、二品に叙せられる。
- 元禄3年（1690年）、輪王寺門跡に就任し関東に下向する。
- 元禄5年（1692年）、一身阿闍梨となり東叡山で灌頂を受ける。
- 元禄6年（1693年）、一品に叙す。天台座主に就任。牛車を許される。
- 宝永4年（1707年）、准三宮とされる。
- 正徳5年（1715年）、諸職を辞任して毘沙門堂に隠棲する。
- 正徳6年（1716年）、薨去。毘沙門堂に葬られる。

## 事跡
天台教学の整備につとめ論議書の編纂、勧学寮の整備振興につとめた。公弁の命によって編集された『台宗二百題』は今日でも基礎文献として重用されている。また、真言立川流を邪法として弾圧した。延暦寺に入会権を認められていた八瀬童子の権利を剥奪したが、宝永4年（1707年）に老中秋元喬知によって裁定が下され、八瀬童子の権利は保障された。日光山の興隆のため山麓村郷の産業振興もすすめた。
- 元禄年間（1688年 - 1704年）、産業奨励のため日光山に御漆園を造営し漆の植樹をすすめる。これにより日光彫、紅葉塗、日光春慶塗などの漆器の製造技術、産業化が確立する。
- 元禄11年 （1698年）、露座であった上野大仏に仏殿を建立。同年、真言立川流の行法を摘発し、法具の焼却を命ずる。
- 元禄16年（1703年）、了翁道覚の請願に応じ、焼失した東叡山勧学寮を幕府所管の勧学講院として再興する。
- 正徳元年（1711年）、日光八景を選定。
- 正徳4年（1714年）、願王院の智周に論議書の集成を命じ『台宗二百題』を刊行する。

## 赤穂事件に関する逸話
元禄15年（1702年）に起こった赤穂事件では、公弁が5代将軍・徳川綱吉に赤穂浪士に切腹を命ずる決断を促したとする逸話が『徳川実紀』などによって伝えられている。
公弁法親王の母方の叔母が綱吉の正室・鷹司信子の侍女だった縁から両者は親しく、公弁法親王の方が綱吉よりはるかに若年ではあったが綱吉の相談に与る立場にあった。
事件後、浪士達の処置をめぐって幕閣内で意見の対立があり綱吉は裁定に苦慮していた。元禄16年2月1日（1703年3月17日）、公弁法親王が年賀のため綱吉に謁すると、綱吉は雑談の中で赤穂浪士の処断に苦慮していることを話題にした。綱吉はいったんは切腹を命ずる決裁を下していたが、浪士の命を惜しむ気持ちを捨てきれなかった。
しかし将軍として彼らを許せば、かつて浅野長矩にだけ切腹をさせた自分の裁断は片手落ちであったと認めることになってしまい、将軍権力に傷が入ることが避けられなかった。そこで公弁法親王から助命があったということにできれば、あくまで皇族からの要請であるという形にできるので、それに基づいての赦免ならば将軍権力にも傷が入らないということを期待していたようである。
公弁法親王自身は、この時は「（大樹においては）ご苦心のほど、お察し申し上げる」と軽く相づちを打つだけで受け流し、浪士の助命を切り出すことはなかった。綱吉はやむなく2月4日（3月20日）に処断を浪士預かりの諸藩に通達し、浪士は同日中に切腹した。
一方では、浪士の討ち入りを義挙ととらえており、同年正月5日には浪士を褒める和歌も詠んでいたとも『五美談』では記されている。
後に浪士の助命を願わなかった理由を問われた公弁法親王は「本懐を遂げた浪士を生き永らえさせて世俗の塵に汚すよりも、切腹させることによって尽忠の志を後世に残すべきである」と答えたといわれる。また『堀部金丸覚書』には討入り後、堀部金丸（弥兵衛）らが輪王寺宮（公弁）を通じて公儀に訴え出て外聞を正そうとした記録が見られ、これをきっかけとして輪王寺が幕閣内の政争に巻き込まれることを避けたのではないかとする意見もある。

## その他の逸話
- 寛永寺住職であった時、上野の森の鶯の鳴き始めが遅く声も美しくないことを悲しみ、尾形乾山に命じて京都から美声で“はや鳴き”の鶯を3,500羽取り寄せ、根岸の里に放鳥した。このため根岸の鶯は美しい声で鳴くようになり、江戸府内でも最初に鳴き出す“初音の里”として名所になった。鶯谷の地名はこれに由来しているとされる。
- 寛永寺の末寺である深大寺の寺領は土地が痩せ稲作に向かなかったため、小作人はかわりに蕎麦を栽培し寺に納めていた。公弁が深大寺を訪れた際にも蕎麦が供応され、公弁はこの蕎麦切りを非常に気に入り殿中でも盛んに話題にした。このため深大寺蕎麦の名は大いに高まり、諸藩諸家から深大寺に蕎麦を求める使者が立つようになり「献上蕎麦」として全国に知られるようになったといわれる。
- 根岸近辺には、「笹乃雪の豆富（豆腐）」「竹隆庵のこごめ大福」など公弁にゆかりがあるとされる老舗商品が多くみられる。
- その他にも多くの逸話を残している。

## 登場する作品
- 大忠臣蔵 - 昭和46年（1971年）、NETテレビ、演：東千代之介
- 忠臣蔵 - 昭和60年（1985年）、日本テレビ、演：上原謙
- 元禄繚乱 - 平成11年（1999年）、NHK、演：3代目中村橋之助